# Mike Shaw
Michael Paul Shaw, detto Mike (Skandia, 9 maggio 1957 – Marquette, 11 settembre 2010), è stato un wrestler statunitense, maggiormente conosciuto per i periodi trascorsi nella World Championship Wrestling dove combatteva con il nome di Norman "The Lunatic", e nella World Wrestling Federation con il ring name di Bastion Booger.

## Carriera
Mike Shaw cominciò la sua carriera come lottatore nel 1981 a Vancouver nella NWA All-Star Wrestling utilizzando il ring name Klondike Mike. Nel 1982, Shaw iniziò a combattere con il suo vero nome nella Stampede Wrestling di Stu Hart a Calgary, Alberta. Poco dopo cambiò il nome in Makhan Singh, formando la stable heel "Karachi Vice" con Gama e Akam Singh, scontrandosi con lottatori come Owen Hart, Bret Hart, e Chris Benoit.

### Norman
Tra il 1989 e il 1990, lottò nella World Championship Wrestling interpretando la gimmick di "Norman the Lunatic", un obeso minorato mentale psicotico, difficilmente gestibile. Il suo manager dell'epoca era Theodore Long, che lo accompagnava al ring tenendo in mano una grande chiave. La chiave stava a simboleggiare la minaccia da parte di Long verso il suo cliente Norman di rinchiuderlo nuovamente nel manicomio da dove lo aveva preso, se avesse disubbidito ai suoi ordini. Norman si liberò comunque di Long, e divenne un personaggio face (rinominato "Norman the Maniac"). Norman si scontrò con Kevin Sullivan, e ricevette anche delle opportunità di sfidare il campione mondiale NWA World champion Ric Flair per il titolo. In seguito Shaw adottò la nuova identità del camionista "Trucker Norm", in omaggio alla reale attività lavorativa del padre, camionista di lungo corso.
Nel 1991, Shaw combatté nella Global Wrestling Federation con la gimmick di "Makhan Singh", dove si unì alla stable "The Cartel" con Cactus Jack, Rip Rogers, e Scott Anthony.
Durante gli anni novanta, Shaw lottò anche in Messico con il nome di Aaron Grundy, il fratello di Solomon Grundy, una delle stelle della federazione.

### Bastion Booger
Nell'aprile 1993, Shaw lavorò per breve tempo nella World Wrestling Federation con la gimmick di Friar Ferguson, un "monaco pazzo". Date le proteste e le critiche che la WWF ricevette dalla Chiesa Cattolica di New York, il personaggio venne accantonato in tutta fretta. Nel giugno 1993, fu quindi ideata per Shaw la nuova identità di Bastion Booger, un grassone trasandato, sciatto e ingordo, che lottava con un bizzarro costume fatto su misura per dargli l'aspetto di una specie di gobbo deforme. Il debutto di Shaw come Bastion Booger avvenne in un match (perso) contro Virgil il 19 luglio 1993 in una puntata di WWF Superstars. Booger ebbe sempre un ruolo minore nella WWF, servendo principalmente come jobber heel da far malmenare alle star della compagnia. Il più grande successo ottenuto da Booger in WWF, fu una vittoria netta per schienamento su Owen Hart a All-American Wrestling, poco tempo prima che Hart ricevesse la spinta verso i piani alti della federazione.
Il suo feud di maggior rilievo in WWF fu quello con Bam Bam Bigelow che scoppiò quando Booger si "innamorò" della valletta di Bigelow, Luna Vachon. Mentre combatteva in coppia con Bigelow il 3 gennaio 1994 durante una puntata di Monday Night Raw, Booger baciò la Vachon, scatenando le ire di Bigelow.
Booger e Bigelow si scontrarono la settimana successiva, e Bigelow vinse l'incontro grazie alla Vachon che distrasse Booger fingendo di lanciargli dei baci.
All'inizio del 1994, dopo aver perso l'occasione di partecipare all'annuale edizione della Royal Rumble non presentandosi per motivi di salute il giorno stesso dell'evento, Mike Shaw venne licenziato dalla WWF.
Il 10 dicembre 2007, durante lo speciale TV per i quindicesimo anniversario del programma WWE Raw, Shaw ritornò come Bastion Booger nel segmento iniziale del programma, solo per essere deriso da Triple H, il quale affermò che Big Dick Johnson (personaggio che in WWE utilizzava il suo bizzarro aspetto fisico per scatenare effetti comici) era figlio di Booger.

## Scuola di wrestling
Shaw ha aperto una scuola di wrestling nella sua città natale di Skandia, Michigan.

## Morte
Shaw è morto a causa di un infarto l'11 settembre del 2010 all'età di 53 anni.

## Personaggio
Mossa finale
- Trip to the Batcave (Jumping seated senton sul viso dell'avversario)

Manager
- J.R. Foley
- K.C. Houston
- Theodore Long
- Abdul Wizel

## Titoli e riconoscimenti
- NWA All-Star Wrestling
  - NWA Canadian Tag Team Championship (Vancouver version) (2); con Danny O (1) e Dean Ho (1)
- Pro Wrestling Illustrated
  - PWI lo classificò alla posizione numero 403 nella lista dei migliori 500 wrestler singoli durante i "PWI Years" del 2003
- Stampede Wrestling
  - Stampede International Tag Team Championship (2); con Vulkan Singh (1) e Jerry Morrow (1)
  - Stampede North American Heavyweight Championship (3)
- Wrestling Observer Newsletter
  - Most Embarrassing Wrestler (1993)
  - Worst Worked Match of the Year (1993) Bam Bam Bigelow e The Headshrinkers vs. The Bushwhackers e Men on a Mission a Survivor Series '93